# Nóż kuchenny

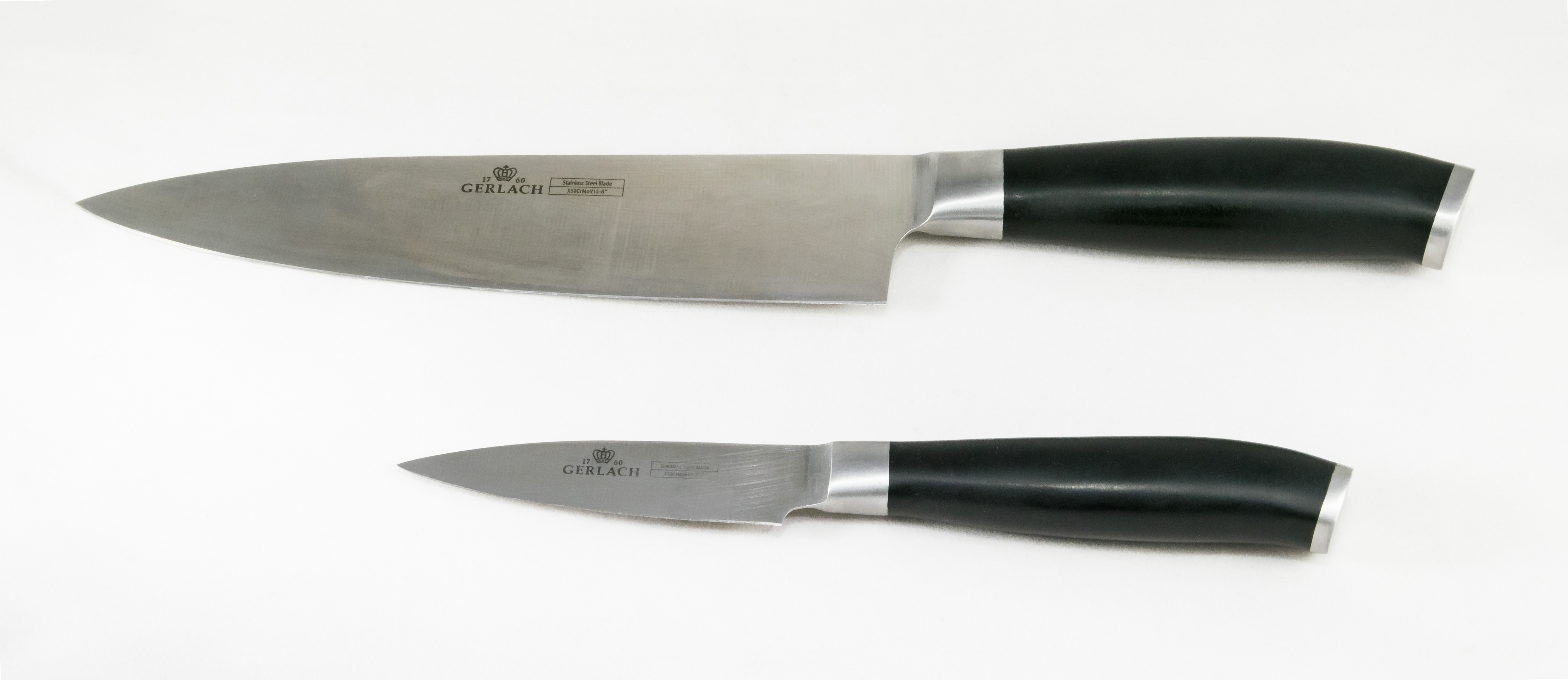
Noże kuchenne Gerlach: nóż szefa kuchni i nóż do warzyw

Nóż kuchenny – jeden z przyborów ręcznych wchodzących w skład sztućców przeznaczony najczęściej do przygotowywania jedzenia. Noże kuchenne przeznaczone są do określonych zadań. Mogą być wyprodukowane z kilku różnych materiałów.

## Podstawowe rodzaje

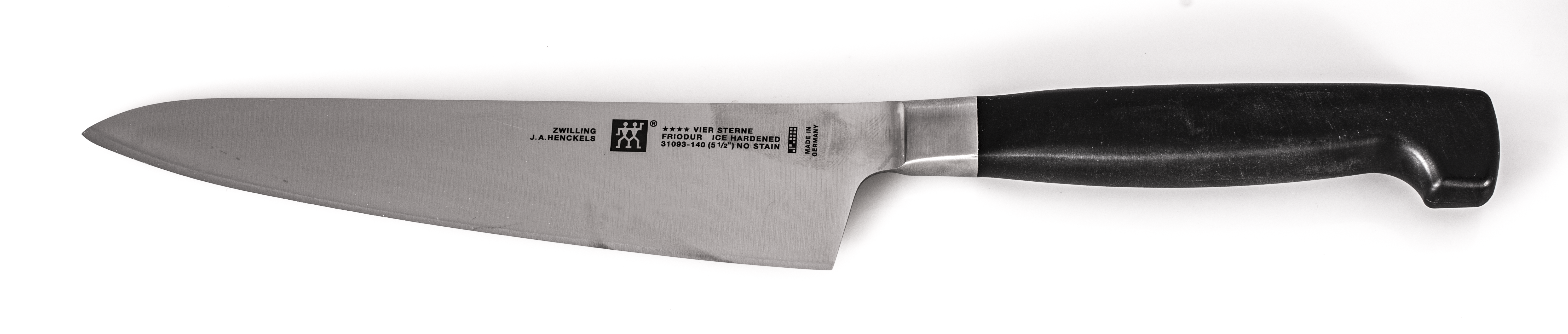
Nóż szefa kuchni

### Nóż szefa kuchni
Również znany jako nóż francuski. Jest on uniwersalnym nożem, który jest zakrzywiony, by pozwolić kucharzowi na dokładniejsze cięcia. Noże szefa kuchni są najczęściej dostępne między 15 cm i 30 cm (6 i 12 calami), chociaż 20 cm (8 calowy) jest najbardziej popularną wielkością.

### Nóż do chleba

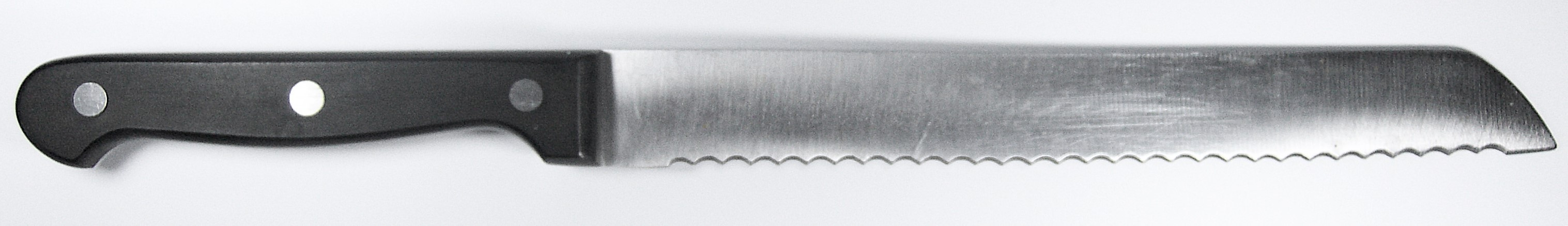
Nóż do chleba

Noże do chleba są typem ząbkowanym, którego rozmiary zwykle wynoszą 15 cm i 25 cm (6 i 10 cali). Współczesny nóż do chleba został stworzony w latach 30. XX wieku. Jego twórcą jest Franz Güde, niemiecki przedsiębiorca z Solingen.

### Nóż do filetowania

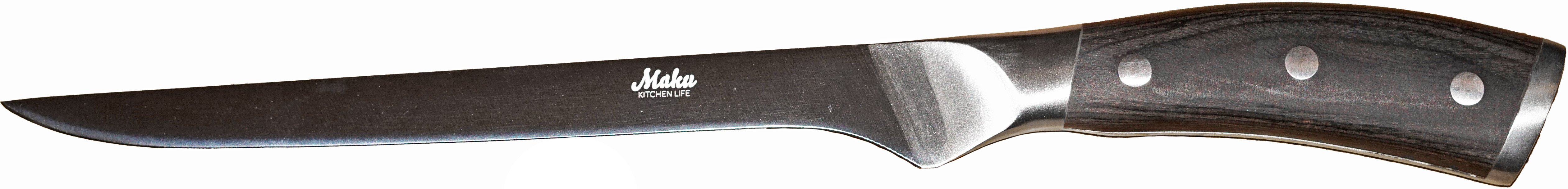
Nóż do filetowania

Przeznaczony jest do usuwania ości od mięsa. Nóż ten ma cienkie, elastyczne ostrze, zwykle około 12 cm do 15 cm (5 lub 6 cali), to pozwala mu ruszyć bez przeszkód wzdłuż kręgosłupa i pod skórą ryby.

### Tasak

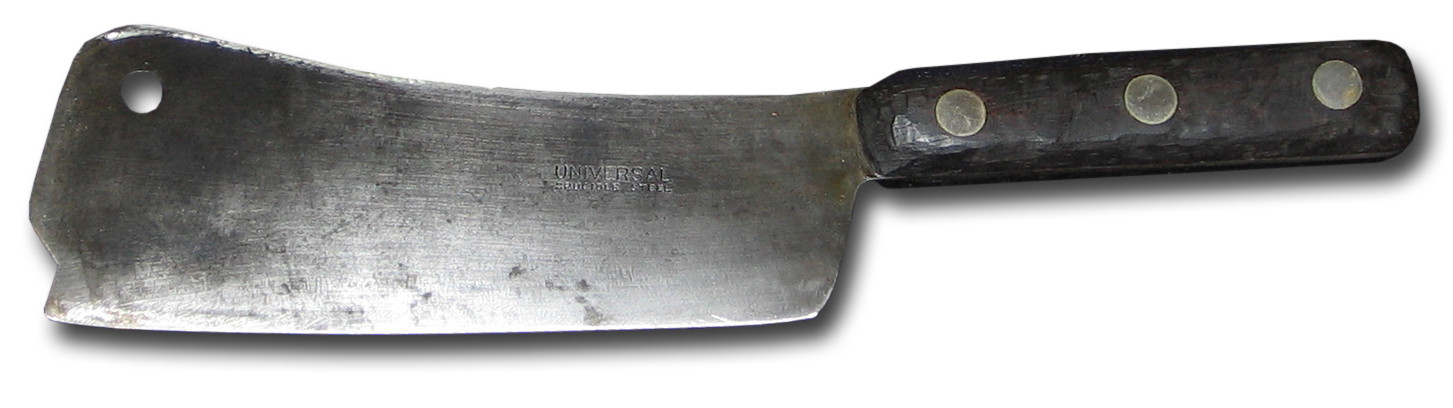
Tasak

Tasak do mięsa jest to duży prostokątny nóż używany do ucinania mięsa. Ostrze ma wymiar w przybliżeniu 15 cm (6 cali), jest bardzo ciężki, z grubym kręgosłupem, umożliwiającym nożowi posiekanie kości. Wiele tasaków ma otwór w końcu, aby ułatwić użytkownikom powieszenie go. Tasaki są istotnym narzędziem w restauracji, która przygotowuje własne mięso.